# Qosmos
Pour les articles ayant des titres homophones, voir Cosmos et Kosmos.
Qosmos est un éditeur de logiciels français créé en 2000, qui fournit des composants logiciels d'analyse du trafic internet pour des applications d'optimisation et d'interception. L'entreprise est connue pour avoir été mise en cause dans la mise en place d'un système de surveillance en Libye et en Syrie avant le printemps arabe. En mars 2013, l’entreprise compte 60 entreprises clientes et 100 salariés présents dans cinq pays. Elle est rachetée en 2016 par l'entreprise suédoise Enea.

## Origine
Qosmos est créée en 2000 par des personnels du LIP6, laboratoire mixte du CNRS et de l'université Pierre et Marie Curie. En 2005, elle est invitée au salon militaire MILIPOL. En 2007, Thibault Bechetoille place l'entreprise sur le secteur de l'interception légale, jusqu'à ce qu'elle représente 20 % de son chiffre d'affaires. Un cadre qui a quitté l'entreprise en 2007 pour raisons éthiques indique que l'administration des États-Unis faisait des demandes importantes d'interception à la suite des attentats du 11 septembre 2001, entre autres sur Internet, ce qui a déplacé Qosmos du secteur des entreprises à celle des opérateurs. En 2009, cette activité de DPI est classée confidentiel défense. En 2011, Qosmos bénéficie de 10 millions d'euros du Fonds stratégique d'investissement français. En 2016, elle est rachetée par l'entreprise suédoise Enea.

## Activités
Qosmos fabrique des composants logiciels utilisés par des équipementiers, des éditeurs et des intégrateurs informatiques, qui les intègrent ensuite dans leurs solutions d’optimisation des réseaux, de qualité de service informatique et de cyber sécurité,.
Qosmos travaille avec une soixantaine de fournisseurs de solutions pour les télécoms, parmi lesquels : F5 (USA), Openwave Mobility (USA), Anritsu (Japon), Polystar(Suède), Protei(Russie), ainsi qu’avec Intel et Wind River.
Qosmos est contributeur au sein d’un groupe de l’European Telecommunications Standards Institute (ETSI), chargé de la standardisation des nouvelles architectures réseaux en mode virtualisé, dont la première phase du travail a été achevée en janvier 2015,,.

## Chiffre d’affaires depuis 2009
| année | Chiffre d'affaires |
| ----- | ------------------ |
| 2009  | 6 669 028 euros    |
| 2010  | 9 322 568 euros    |
| 2011  | 10 580 500 euros   |
| 2012  | 13 791 138 euros   |
| 2013  | 18 905 172 euros   |

Ces données sont issues des bilans annuels de la société.

## Critiques sur la fourniture d'outils de surveillance à des dictatures
En 2007, Qosmos met en place pour le compte de la Libye, alors dirigée par le dictateur Khadafi, le projet Eagle, développé pour l'entreprise Amesys.  En novembre 2009, Qosmos signe un contrat avec l'entreprise allemande Utimaco qui lui permet de commander et distribuer les produits de Qosmos, dans l'objectif de « doter le gouvernement des moyens permettant une surveillance massive des activités sur le réseau en général et d'individus en particulier et du contenu de toutes leurs communications », d'après Claire Thépaut, vice-présidente chargée de l'instruction au Tribunal judiciaire de Paris. En mars 2010, l'entreprise italienne Area signe un contrat avec l'entreprise de télécommunications syrienne liée au service de renseignement de la branche 225, la Syrian Telecommunication Establishement (STE), pour déployer un système de surveillance en temps réel du réseau syrien, composé de produits Ultimaco, intégrant eux-mêmes des sondes multi-services destinées à l'interception légale de Qosmos. 
La qualité de sa technologie de traitement de métadonnées l'a amenée à travailler en collaboration avec les services de renseignement français, mais ses contrats « sont soumis à des obligations de confidentialité », a indiqué son PDG, Thibaut Bechetoille. L'entreprise a été accusée par la Ligue des droits de l'homme (LDH) et la Fédération internationale des droits de l'homme (FIDH) d’avoir fourni des moyens d'espionnage sur internet à des entreprises ayant des contrats avec les dictatures de la Syrie (projet Asfador lié aux entreprises Ultimaco, NetApp et Area) et la Libye (projet Eagle lié aux entreprises Amesys et Ipoque), alors que, selon les accusateurs, l'entreprise « ne pouvait ignorer qui était le client final, d'autant que ses sondes doivent être adaptées à chaque système local d'interception ». 
En 2011, Gérard Longuet alors ministre de la Défense français répond à une question parlementaire que la vente de technologie DPI n'a fait l'objet d'aucune demande et résulterait d'un détournement d'emploi. En 2012, le ministère des affaires étrangères et européennes français répond à une question parlementaire que la technologie DPI ne nécessite aucune autorisation particulière,.
L’entreprise a porté plainte contre la FIDH et la LDH pour « dénonciation calomnieuse » le 3 septembre 2012 sans néanmoins avertir les associations accusées. Bien que ces logiciels n'aient « jamais été opérationnels », d'après l'entreprise, elle a décidé en 2011, « pour des raisons éthiques », de ne plus travailler pour ces régimes autoritaires, le PDG ajoutant que cette décision a fait perdre d'un coup 20 % du chiffre d'affaires à l'entreprise. Le vendredi 11 avril 2014, trois juges du pôle crimes contre l'humanité de Paris ont été désignés pour mener l'enquête à la suite de la plainte de juillet 2012 de la Ligue des droits de l'homme (LDH) et la Fédération internationale des droits de l'homme (FIDH). En avril 2015, la société a été placée sous le statut de témoin assisté car, à ce stade de l'enquête, sa responsabilité n'est pas avérée dans les méfaits de la surveillance de l’État syrien.  
Le 31 décembre 2020, la juge d’instruction parisienne Claire Thépaut a estimé, dans une ordonnance qu’il n’existait pas de charges suffisantes pour un procès contre Qosmos car aucun élément n'avait permis d'établir à coup sûr que les crimes commis contre des opposants l'avaient été sur la base d'interceptions réalisées grâce au logiciel vendu par Qosmos, le régime syrien disposant d'autres moyens de surveillance des communications achetés à d'autres entreprises,. La juge indique « la pleine connaissance de la finalité du produit par la société Qosmos et l'ensemble de ses dirigeants et personnels du client final et de l'utilisation du système d'écoute par le consortium », et indique que plusieurs anciens employés et fondateurs ont quitté l'entreprise du fait des problèmes éthiques apparus par la réorientation de l'entreprise sous la direction de Thibault Bechetoille vers l'interception de données. Plusieurs éléments prouvent que l'entreprise connaissait l'usage prévu pour les produits qu'elle vendait à la Syrie, ce qui suffit à la rendre complice des crimes de tortures commis si les sondes qu'elle a vendues ont été utilisées dans ce but. Il n'a toutefois pas pu être démontré que les sondes vendues fonctionnaient et qu'elles ont mené aux arrestations et tortures documentées. En effet, les produits étaient vendus sans logo, ces systèmes ne semblaient pas totalement fonctionnels, et il n'a pas été possible de prouver que c'est ce système en particulier qui a mené aux tortures puisque la Syrie opérait probablement avec d'autres systèmes tels que Netapp, Fortinet ou Sofrecom. La juge indique que l'enquête en Italie contre l'entreprise partenaire de Qosmos dans ce contrat Area a été classée, et qu'aucune enquête n'a été ouverte contre l'autre entreprise partenaire de Qosmos Utimaco en Allemagne. Elle indique donc que « Quand bien même il peut être constaté que la société Qosmos n’a pu qu’avoir conscience qu’elle prenait le risque évident d’apporter son aide à une politique répressive violente constitutive de crimes contre l’humanité et d’actes de torture, l’information judiciaire n’a pas permis de démontrer de lien de causalité entre les sondes vendues par la société Qosmos, dysfonctionnelles, et les tortures et crimes contre l’humanité imputables à son client, le gouvernement syrien. ». 